# 익산초등학교
익산초등학교는 대한민국 전북특별자치도 익산시 어양동에 있는 공립 초등학교이다.

## 학교 연혁
- 1998.9.2 설립인가
- 2002.3.1 개교(12학급 편성)
- 2002.3.1 초대 백운상 교장 부임
- 2002.4.1 14학급 평성
- 2003.3.1 20학급 편성
- 2004.3.1 34학급 편성
- 2005.3.1 35학급 편성
- 2006.3.1 34학급 편성(특수학급 사랑반 1학급 개설)
- 2007.3.1 32학급 편성(사랑반 포함)
- 2009.3.1 29학급 편성(사랑반 포함)
- 2010.3.1 28학급 편성(사랑반 포함)
- 2011.3.1 26학급 편성(사랑반 포함)
- 2012.3.1 24학급 편성(사랑반 포함)
- 2012.9.1 정우철 교장 부임
- 2013.3.1 23학급 편성(사랑반 포함)
- 2014.3.1 21학급 편성(사랑반 포함)
- 2014.9.1 최은복 교장 부임
- 2015.3.1 19학급 편성(사랑반 포함)